# Tristan Mombo
Tristan Mombo (24 agosto 1974) è un ex calciatore gabonese, di ruolo difensore.

## Carriera

### Nazionale
Ha debuttato in Nazionale il 17 gennaio 1993, in Mozambico-Gabon (1-1). Ha messo a segno la sua prima rete con la maglia della Nazionale l'11 aprile 1993, in Gabon-Benin (2-0), siglando la rete del momentaneo 1-0 al minuto 19 del primo tempo. Ha partecipato, con la Nazionale, alla Coppa d'Africa 1994 e alla Coppa d'Africa 2000. Ha collezionato in totale, con la maglia della Nazionale, 32 presenze e tre reti.

## Statistiche

### Cronologia presenze e reti in nazionale
| Cronologia completa delle presenze e delle reti in nazionale ― Gabon | Cronologia completa delle presenze e delle reti in nazionale ― Gabon | Cronologia completa delle presenze e delle reti in nazionale ― Gabon | Cronologia completa delle presenze e delle reti in nazionale ― Gabon | Cronologia completa delle presenze e delle reti in nazionale ― Gabon | Cronologia completa delle presenze e delle reti in nazionale ― Gabon | Cronologia completa delle presenze e delle reti in nazionale ― Gabon | Cronologia completa delle presenze e delle reti in nazionale ― Gabon |
| Data                                                                 | Città                                                                | In casa                                                              | Risultato                                                            | Ospiti                                                               | Competizione                                                         | Reti                                                                 | Note                                                                 |
| -------------------------------------------------------------------- | -------------------------------------------------------------------- | -------------------------------------------------------------------- | -------------------------------------------------------------------- | -------------------------------------------------------------------- | -------------------------------------------------------------------- | -------------------------------------------------------------------- | -------------------------------------------------------------------- |
| 17-01-1993                                                           | Matola                                                               | Mozambico                                                            | 1 – 1                                                                | Gabon                                                                | Qual. Mondiali 1994                                                  | -                                                                    | 60’ 70’                                                              |
| 11-04-1993                                                           | Libreville                                                           | Gabon                                                                | 2 – 0                                                                | Benin                                                                | Qual. Coppa d'Africa 1994                                            | 1                                                                    | 19’                                                                  |
| 27-02-1994                                                           | Moanda                                                               | Gabon                                                                | 0 – 0                                                                | Senegal                                                              | Amichevole                                                           | -                                                                    |                                                                      |
| 26-03-1994                                                           | Tunisi                                                               | Nigeria                                                              | 3 – 0                                                                | Gabon                                                                | Coppa d'Africa 1994                                                  | -                                                                    |                                                                      |
| 28-03-1994                                                           | Tunisi                                                               | Egitto                                                               | 4 – 0                                                                | Gabon                                                                | Coppa d'Africa 1994                                                  | -                                                                    |                                                                      |
| 13-11-1994                                                           | Libreville                                                           | Gabon                                                                | 3 – 0                                                                | Mauritius                                                            | Qual. Coppa d'Africa 1996                                            | -                                                                    |                                                                      |
| 20-11-1994                                                           | Libreville                                                           | Gabon                                                                | 2 – 1                                                                | Zambia                                                               | Qual. Coppa d'Africa 1996                                            | -                                                                    |                                                                      |
| 04-06-1995                                                           | Curepipe                                                             | Mauritius                                                            | 0 – 3                                                                | Gabon                                                                | Qual. Coppa d'Africa 1996                                            | -                                                                    |                                                                      |
| 27-04-1997                                                           | Accra                                                                | Ghana                                                                | 3 – 0                                                                | Gabon                                                                | Qual. Mondiali 1998                                                  | -                                                                    | 66’                                                                  |
| 22-06-1997                                                           | Yaoundé                                                              | Camerun                                                              | 2 – 2                                                                | Gabon                                                                | Qual. Coppa d'Africa 1998                                            | -                                                                    |                                                                      |
| 13-07-1997                                                           | Libreville                                                           | Gabon                                                                | 1 – 0                                                                | Kenya                                                                | Qual. Coppa d'Africa 1998                                            | -                                                                    | 46’                                                                  |
| 27-07-1997                                                           | Libreville                                                           | Gabon                                                                | 1 – 1                                                                | Namibia                                                              | Qual. Coppa d'Africa 1998                                            | -                                                                    |                                                                      |
| 04-10-1998                                                           | Libreville                                                           | Gabon                                                                | 2 – 0                                                                | Mauritius                                                            | Qual. Coppa d'Africa 2000                                            | -                                                                    | 65’                                                                  |
| 24-01-1999                                                           | Luanda                                                               | Angola                                                               | 3 – 1                                                                | Gabon                                                                | Qual. Coppa d'Africa 2000                                            | -                                                                    | 84’                                                                  |
| 27-02-1999                                                           | Mabopane                                                             | Sudafrica                                                            | 4 – 1                                                                | Gabon                                                                | Qual. Coppa d'Africa 2000                                            | -                                                                    |                                                                      |
| 10-04-1999                                                           | Libreville                                                           | Gabon                                                                | 1 – 0                                                                | Sudafrica                                                            | Qual. Coppa d'Africa 2000                                            | -                                                                    | 46’                                                                  |
| 06-06-1999                                                           | Libreville                                                           | Gabon                                                                | 3 – 1                                                                | Angola                                                               | Qual. Coppa d'Africa 2000                                            | -                                                                    |                                                                      |
| 20-06-1999                                                           | Les Avirons                                                          | Mauritius                                                            | 2 – 2                                                                | Gabon                                                                | Qual. Coppa d'Africa 2000                                            | -                                                                    | 74’                                                                  |
| 07-11-1999                                                           | Libreville                                                           | Gabon                                                                | 4 – 0                                                                | Guinea Equatoriale                                                   | Amichevole                                                           | -                                                                    |                                                                      |
| 10-11-1999                                                           | Libreville                                                           | Gabon                                                                | 1 – 0                                                                | Rep. Centrafricana                                                   | Amichevole                                                           | -                                                                    | 70’                                                                  |
| 11-11-1999                                                           | Libreville                                                           | Gabon                                                                | 1 – 0                                                                | São Tomé e Príncipe                                                  | Amichevole                                                           | -                                                                    | 70’                                                                  |
| 13-11-1999                                                           | Libreville                                                           | Gabon                                                                | 0 – 0                                                                | Rep. del Congo                                                       | Amichevole                                                           | -                                                                    | 12’                                                                  |
| 14-11-1999                                                           | Libreville                                                           | Gabon                                                                | 2 – 0                                                                | Ciad                                                                 | Amichevole                                                           | -                                                                    |                                                                      |
| 28-11-1999                                                           | Libreville                                                           | Gabon                                                                | 3 – 2                                                                | Burkina Faso                                                         | Amichevole                                                           | 1                                                                    | 21’                                                                  |
| 06-01-2000                                                           | Il Cairo                                                             | Egitto                                                               | 4 – 0                                                                | Gabon                                                                | Amichevole                                                           | -                                                                    |                                                                      |
| 09-01-2000                                                           | Ouagadougou                                                          | Burkina Faso                                                         | 1 – 1                                                                | Gabon                                                                | Amichevole                                                           | 1                                                                    | 76’                                                                  |
| 02-02-2000                                                           | Accra                                                                | Gabon                                                                | 0 – 0                                                                | RD del Congo                                                         | Coppa d'Africa 2000                                                  | -                                                                    |                                                                      |
| 08-04-2000                                                           | Antananarivo                                                         | Madagascar                                                           | 2 – 0                                                                | Gabon                                                                | Qual. Mondiali 2002                                                  | -                                                                    | 77’                                                                  |
| 22-04-2000                                                           | Libreville                                                           | Gabon                                                                | 1 – 0                                                                | Madagascar                                                           | Qual. Mondiali 2002                                                  | -                                                                    | 63’                                                                  |
| 15-07-2000                                                           | Libreville                                                           | Gabon                                                                | 4 – 1                                                                | São Tomé e Príncipe                                                  | Qual. Coppa d'Africa 2002                                            | -                                                                    |                                                                      |
| 18-03-2001                                                           | Libreville                                                           | Gabon                                                                | 2 – 0                                                                | Mali                                                                 | Amichevole                                                           | -                                                                    | 68’                                                                  |
| 16-06-2001                                                           | Fès                                                                  | Marocco                                                              | 0 – 1                                                                | Gabon                                                                | Qual. Coppa d'Africa 2002                                            | -                                                                    | 29’                                                                  |
| Totale                                                               |                                                                      | Presenze                                                             | 32                                                                   |                                                                      | Reti                                                                 | 3                                                                    |                                                                      |

## Palmarès

### Club

#### Competizioni nazionali
- Campionato gabonese di calcio: 1

FC 105 Libreville: 1999